# Jan Van Den Broeck
Jan Van Den Broeck (Dendermonde, 11 maart 1989) is een Belgische middellangeafstandsloper, die gespecialiseerd is in de 800 m. Hij werd enkele malen Belgisch kampioen in deze discipline.

## Loopbaan
Zijn eerste succes bij de senioren boekte Van Den Broeck in 2010 door een gouden medaille te winnen op de 800 m bij de Belgische kampioenschappen. Hij kwalificeerde zich voor de Europese kampioenschappen van 2011 in Barcelona, maar sneuvelde hierbij al in de series met een tijd van 1.51,79. Het jaar erop begon hij sterk met het winnen van de nationale indoortitel.
Van Den Broeck startte met atletiek bij AC Lebbeke en is momenteel aangesloten bij Lebbeekse Atletiek Toekomst. Hij woont in Berlare.

## Belgische kampioenschappen
Outdoor
| Onderdeel | Jaar       |
| --------- | ---------- |
| 800 m     | 2010, 2013 |

Indoor
| Onderdeel | Jaar |
| --------- | ---- |
| 800 m     | 2011 |

## Persoonlijke records
| Onderdeel       | Prestatie | Datum          | Plaats         |
| --------------- | --------- | -------------- | -------------- |
| 800 m (outdoor) | 1.46,16   | 19 juli 2014   | Heusden-Zolder |
| 800 m (indoor)  | 1.47,19   | 7 januari 2012 | Gent           |

## Palmares

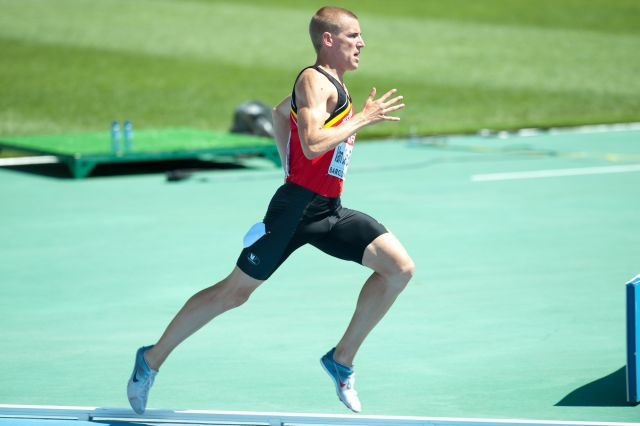
In actie tijdens de EK van 2010, Barcelona

### 800 m
- 2008: 7e in ½ fin. WK junioren - 1.53,11
- 2009: 6e KBC Nacht - 1.49,73
- 2009:  BK AC - 1.50,52
- 2010: 4e KBC-Nacht - 1.48,77
- 2010:  BK AC - 1.53,10
- 2010: 25e EK - 1.51,79
- 2011:  BK AC indoor - 1.51,96
- 2011: 7e EK U23 te Ostrava - 1.49,41
- 2012: 5e WK indoor - 1.50,83 (in ½ fin. 1.48,90)
- 2012: 23e EK Helsinki - 1.50,63
- 2013:  BK AC - 1.49,30
- 2013: 8e Memorial Van Damme - 1.49,43
- 2014: 34e EK Zürich - 1.52,09
- 2015:  BK AC indoor - 1.52,74
- 2015:  BK AC - 1.48,71
- 2017: 4e in serie EK indoor - 1.50,43
- 2019:  in Belgisch Kampioenschap 4x800 (Andenne) met Arne Boeykens, Laurens Schockaert en Yannis De Smedt
- 2020:  in Belgisch Kampioenschap 4x800 (Moeskroen) met Brent Soetens, Arno De Feyter en Bo Van Aken - 7.45,66
- 2021:  in Belgisch Kampioenschap 4x800 (jambes) met Laurens Schockaert, Arno De Feyter en Gaetan Van Laethem - 7.44,48

### 1000 m
- 2012:  Ter Specke Bokaal te Lisse - 2.23,25